# Kula Kangri
Kula Kangri er et bjerg med en højde på 7.538 m i Himalaya i grænseområdet mellem Bhutan og Tibet. Det er omstridt om bjerget ligger i Bhutan eller Tibet.
Hvis Kula Kangri ligger i Bhutan, vil det være tæt på at være Bhutans højeste bjerg, men Gangkhar Puensum er med 7.570 m lidt højere.